# Aeshna eremita
Aeshna eremita (tên tiếng Anh là Lake Darner) là một loài chuồn chuồn ngô thuộc họ Aeshnidae. Nó được tìm thấy ở Alaska và miền bắc Hoa Kỳ và across Canada.

## Hình ảnh

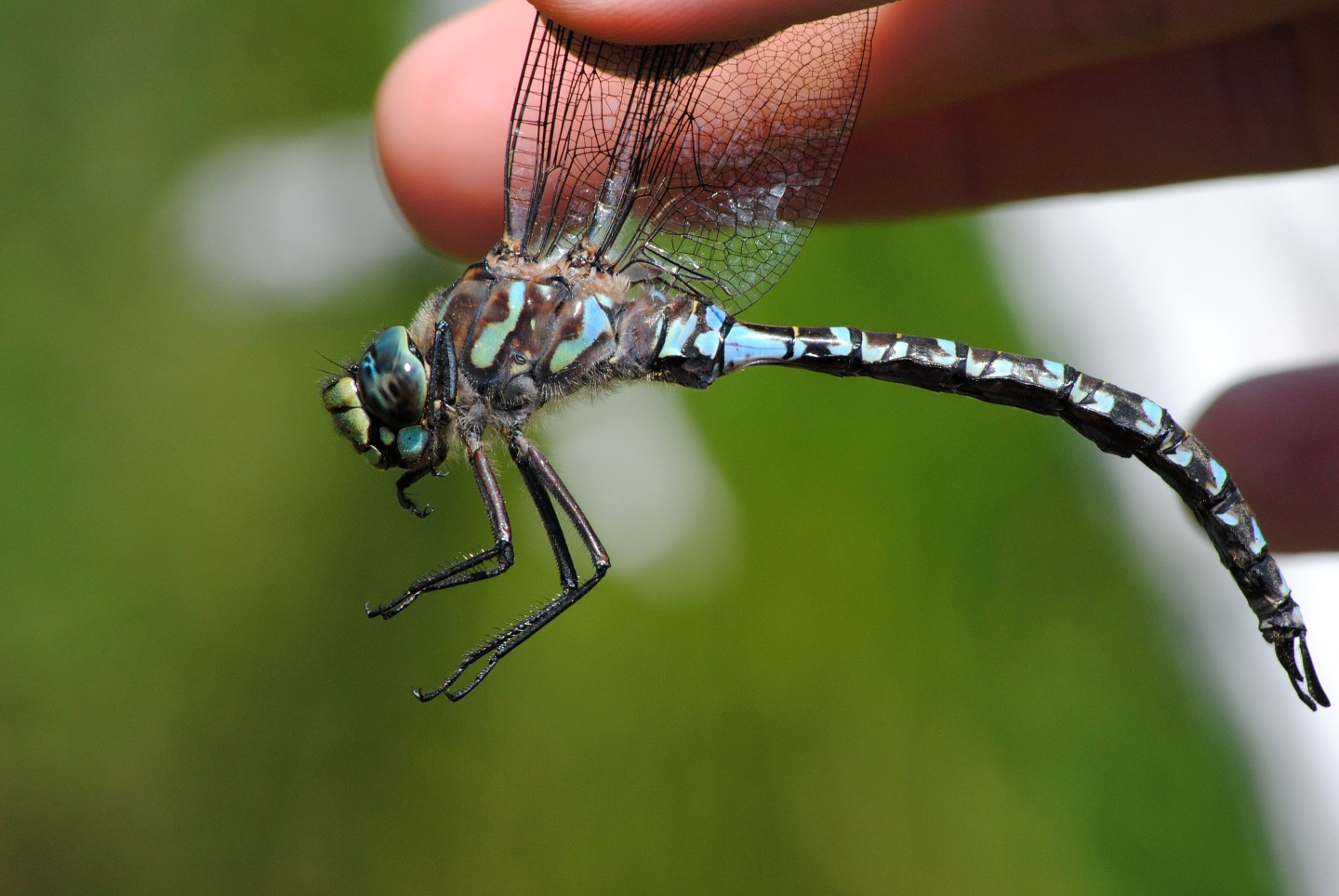